# Tajný deník čínské císařovny
Tajný deník čínské císařovny je historický román holandského autora Johana Fabricia (1899–1981). Román je psán formou deníkových záznamů. V holandském originále nese název Wij Tz’e Hsi, keizerin van China a vyšel v roce 1968. V českém překladu dílo vyšlo v roce 1971.
Tajný deník čínské císařovny je dílem podávající informace o jedné z nejznámějších císařoven v čínských dějinách. Hlavní postavou románu je císařovna Cch’-si (1835–1908). Je známá především jako krutá a bezohledná samovládkyně. Fabricius se svým dílem snaží císařovnu přiblížit širšímu publiku a vylíčit její životní příběh s pochopením. 

## Děj
V prvním deníkovém záznamu císařovna objasňuje důvod svého napsání tohoto deníku.
V následujících deníkových záznamech už císařovna líčí události svého života.
Císařovna, rodným jménem Jehonala, se narodila jako dcera mandžuského důstojníka s omezenými příjmy. Finanční situace jejich rodiny nebyla optimistická, proto měla její matka v plánu odjet do hlavního města a hledat pomoc u příbuzných. Matčin plán ale přerušila smrt otce budoucí císařovny. Jeho bratr, strýc Mujanga, se rodiny ujal. Jehonala měla v rodině svého strýce šťastné dětství. Strýc byl bohatý a vznešený muž. Dopřál jí základní vzdělání. Jehonala měla sestřenici jménem Sakota. Byly si velmi blízké. Sakota ale byla Jehonaliným pravým opakem. Jehonala byla odvážná, zvídavá. Sakota byla tichá, ustrašená. Jehonala se Sakotou byla pozvána Císařovnou vdovou k císařskému dvoru. Z nich a dalších dívek mandžuského původu si měl císař Sien-feng vybrat císařovnu. Zaujala ho Jehonala. Strávili spolu několik nocí, císař se s ní i radil o státních záležitostech. Jehonala z touhy pomoct Sakotě získat titul císařovny, domluvila, že spolu budou trávit čas všichni tři. Sakota byla vyššího postavení, proto byla vybrána jako nová císařovna. Krátce po ceremonii, ale Jehonala zjistila, že je těhotná. Porodila syna, budoucího císaře. Císař Sien-feng zemřel v mladém věku. Jehonala po jeho smrti získala titul Cch-si, „císařovna ze Západního paláce“ a Sakota titul Cch’-an, „císařovna z Východního paláce“. Na císařský trůn sice nastoupil její syn, císař Tchung-č, ale obě císařovny spolu vládly jako jeho regentky. 
V následujícím období zmítaném povstáními a vpády cizích vojsk na mandžuské území, sílila moc i obliba císařovny Cch’-si. Byla jediným pevným bodem a jistotou v bouřlivé době. Kromě této neblahé politické situace, se císařovna musela vyrovnat i se ztrátou svých blízkých (Sakoty a svého syna). Aby si udržela moc, na trůn dosadila mladého císaře Kuang-sü a stala se i jeho regentkou. Její moc ale začala upadat, byla nucena opustit hlavní město a „jít na ruku“ cizím mocnostem, aby v zemi zase zavládl klid. Následoval návrat dvora do Pekingu. Nedlouho potom se císař i císařovna roznemohli. První zemřel císař Kuang-sü. Císařovna ještě před svou smrtí stihla vybrat následníka trůnu. Vybrala syna prince Čchuna. Chlapec se posmrtnou adopcí přiřkl bezdětnému synovi císařovny, aby se nenarušila rodová linie. Svět tohoto chlapce zná pod jménem Pchu-i.
Poslední deníkový zápis napsal Li Lien-jing, eunuch, který stál celou dobu po boku Cch’-si. Líčí v něm smrt císařovny a situaci v zemi po její smrti.

## Pozadí
Ačkoli je dílo psáno jako beletrie, život císařovny se odehrává na pozadí skutečných historických událostí v Číně té doby. 
V díle je obsaženo období povstání Tchaj-pchingů, Boxerské povstání, první čínsko-japonská válka, atd.

## Použitá literatura
- Fabricius, Johan. Tajný deník čínské císařovny. Praha: Odeon, 1971